# Shin Hye-jin
Shin Hye-jin (koreanisch: 신혜진), geboren am 22. Januar 1995 in Pohang, Südkorea, besser bekannt unter ihrem ehemaligen Künstlernamen JinE (koreanisch 진이), ist eine südkoreanische ehemalige Sängerin und heutige Influencerin. Sie war Mitglied der südkoreanischen Girlgroup Oh My Girl.

## Biografie

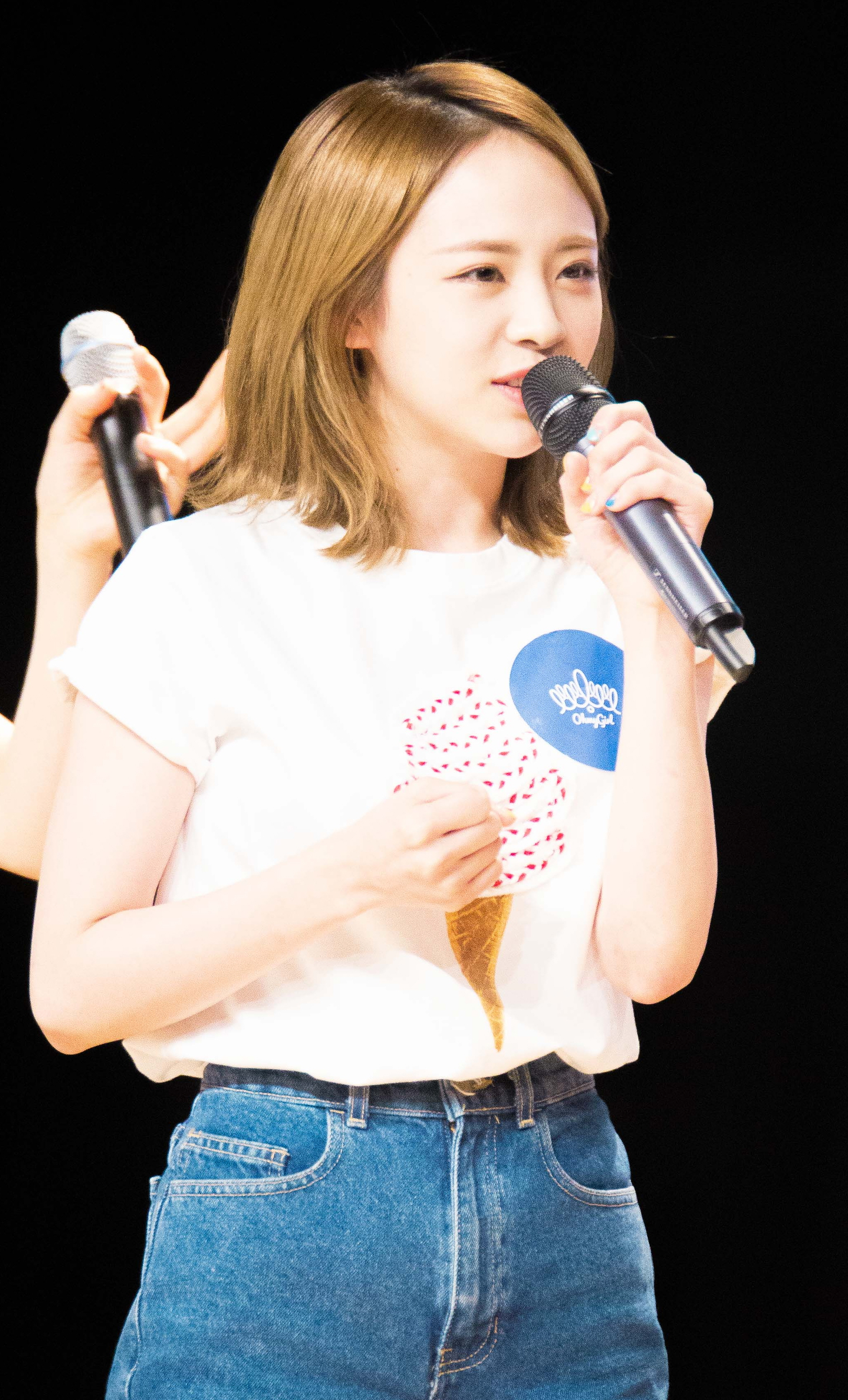
JinE im Juli 2016

Shin Hye-jin wurde in Südkorea geboren. Ihr Vorname Hye-jin bedeutet „lebe anmutig und recht“. Sie hat einen jüngeren Bruder.
JinE besuchte die Danwon Middle School in Anyang und die Dongil Girls’ High School in Siheung. Im Jahr 2010 bestand sie das Vorsprechen bei WM Entertainment und kam im Dezember desselben Jahres zu WM Entertainment, wo sie seit April 2011 vier Jahre lang gemeinsam mit Oh My Girl-Mitglied Jiho als Trainee ausgebildet wurde.
Am 20. April 2015 debütierte sie mit Oh My Girl, stellte ihre Aktivitäten jedoch am 25. August 2016 wegen einer Essstörung vorübergehend ein. Am 13. März 2017 gab WM Entertainment bekannt, dass JinE ihre Aktivitäten zum neuen Mini-Album einstellen werde, da sich die Essstörung zu einer Magersucht ausgeweitet hatte. Weil sich ihr Gesundheitszustand nicht besserte, wurde der Exklusivvertrag mit WM Entertainment am 30. Oktober 2017 gekündigt. JinE verließ Oh My Girl und WM Entertainment. JinE wirkte an der Single Listen To My Heart sowie den Mini-Alben Oh My Girl, Closer, Pink Ocean und zuletzt an dessen Neuauflage Windy Day von Oh My Girl mit.
Mittlerweile ist Shin Hye-jin als Influencer auf Instagram aktiv. Sie hat dort rund 28.000 Follower und wirbt für verschiedene Marken, von Lebensmitteln bis hin zu Kosmetikartikeln.
Nachdem sich Shin Hye-jin seit 2017 komplett aus dem Entertainment zurückgezogen hatte, gab es nach langer Zeit ihren ersten Auftritt im Dezember 2021 unter ihrem echten Namen. Im Musikvideo „SECRET“ von Taru x Kimperis tritt sie nicht als Sängerin auf, sondern verkörpert schauspielerisch eine Bardame.
Am 30. März 2023 wurde Hye-jin als Werbebotschafterin für die Bewerbung der Stadt Busan für die Expo 2030 ernannt.